# ديمو فاخه
ديمو فاخه (بالألمانية: Dimo Wache) (مواليد 1 نوفمبر 1973 في براكه - ألمانيا الغربية) لاعب كرة قدم ألماني يلعب حاليا لصالح نادي الدرجة الأولى ماينز الألماني منذ 1995 في مركز حارس مرمى .

## روابط خارجية
- ديمو فاخه على موقع الاتحاد الدولي (مؤرشف)  (الإنجليزية)
- ديمو فاخه على موقع قاعدة بيانات كرة القدم.إي يو (الإنجليزية)
- ديمو فاخه على موقع بيانات كرة القدم. دي إي (الألمانية)
- ديمو فاخه على موقع عالم كرة القدم.نت (الإنجليزية)
- ديمو فاخه على موقع كووورة